# Armillaria mellea
Armillaria mellea (Martin Vahl, 1790 ex Paul Kummer, 1871), sin. Armillariella mellea (Martin Vahl ex Petter Adolf Karsten, 1881), din încrengătura Basidiomycota în familia Physalacriaceae și de genul Armillaria, este o ciupercă comestibilă și gustoasă. Soiul este denumit în popor ghebe cu inel, ghebe tomnatice, halimaș, ghebe de miere, sau numai scurt: ghebe. Regional se țin și denumirile opintici sau popenchi/popinci (de toamnă) . Acest burete este o specie saprofită, dar în primul rând parazitară care crește în România, Basarabia și Bucovina de Nord în număr mare, în tufe cu multe exemplare, pe trunchiuri de copaci aflați în putrefacție ori pe copaci vii, în păduri de foioase, dar mai ales în cele de conifere pe molizi, unde produce o distrugere frapantă și pricinuiește importante pagube, provocând putregaiul alb al lemnului. Specia se dezvoltă din septembrie până în noiembrie (decembrie).
Oameni de știință au descoperit în pădurea Malheur National Forest⁠(en)[traduceți]  în est de Prairie City, Oregon⁠(en)[traduceți] (statul Oregon, SUA) o Armillaria ostoyae sin. Armillaria solidipes uriașă (foarte apropiat înrudită cu Armillaria mellea, pentru mai mulți savanți între alții Claude Casimir Gillet sau Bruno Cetto numai variația Armillaria obscura), răspândită peste 900 de hectare, cu o greutate de aproximativ 600 de tone și o vârstă de 2.400 de ani. Ea reprezintă cel mai mare organism cunoscut din lume.

## Descriere

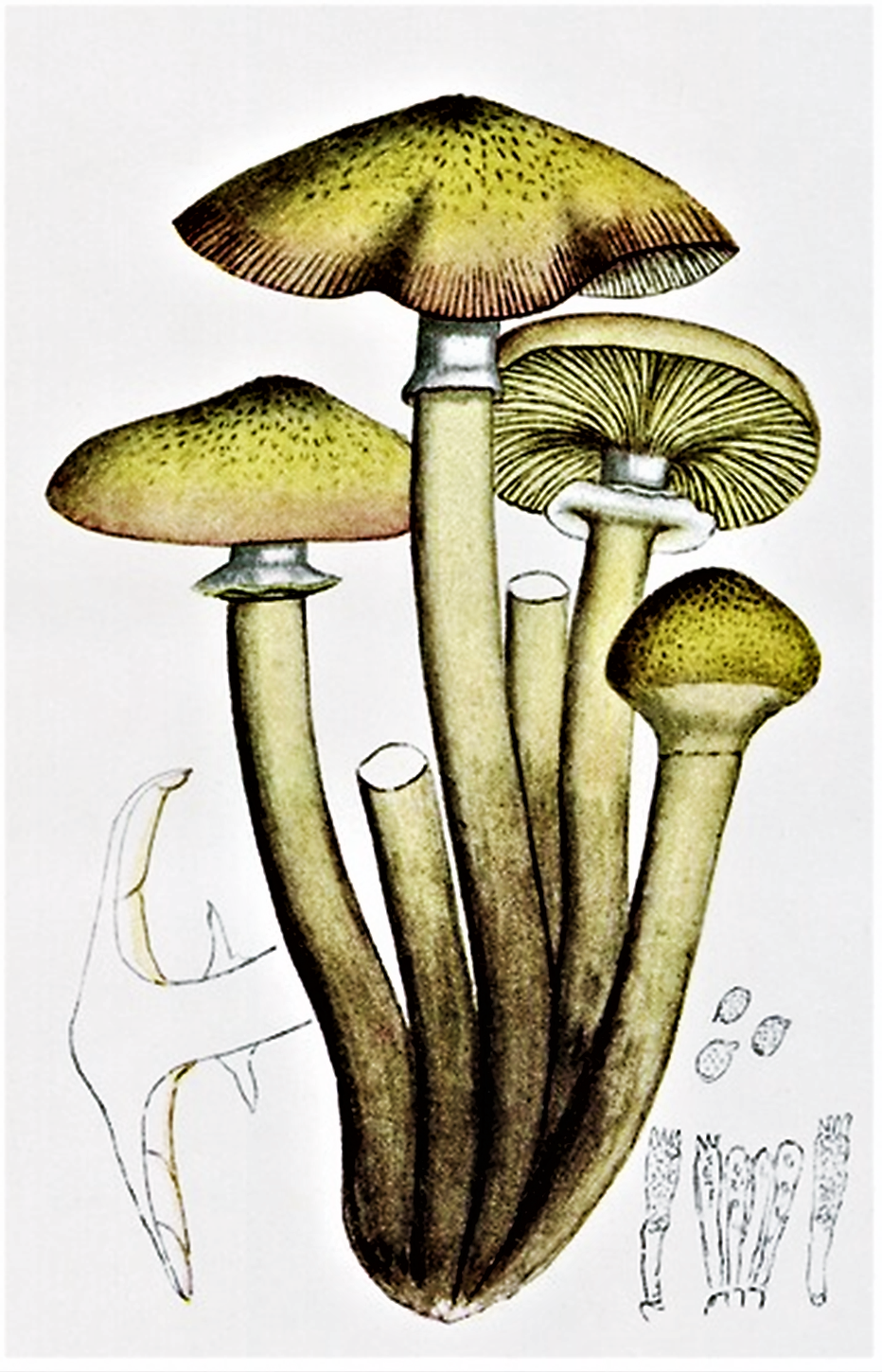
Bres.: Armillaria mellea

- Pălăria: are un diametru de 4-10 (15) cm, este cărnoasă, la început emisferică, apoi convexă, pentru mult timp cu marginea răsucită în jos, aplatizând odată cu vârsta, atunci adesea ceva adâncită cu un gurgui mic central și de culoare mai închisă în mijloc. Cuticula este netedă și mată pe vreme uscată, dar lucioasă și unsuroasă pe timp umed, fiind de culoare foarte variată care tinde de la gri-albicios, peste gălbui, ocru, roșcat, până la brun, chiar brun închis, ce depinde de specia arboricolă pe seama căreia trăiește. În urma vălului parțial, suprafața ei este presărată cu mulți solzi mici, ascuțiți, galben-maronii care se concentrează spre zona centrală. Acești negi sunt tare trecători, astfel exemplare bătrâne sunt în majoritate goale, dar, de asemenea ciuperci tinere pot să piardă solzii după o ploaie puternică.
- Lamelele: sunt nu foarte late, inegale, în tinerețe destul de dese și acoperite cu o cortină cu fire ca de păianjen, slab ondulate, scurt decurente la picior cu dințișori și brazde, fiind la început albuie, apoi gălbuie, roșiatice sau maronii, la bătrânețe cu pete de un roșu murdar, devenind mai late și stând atunci foarte îndepărtate.
- Piciorul: este relativ lung cu o înălțime de 5-12 (20) cm și o lățime de 1-1,5 (3) cm, fiind canelat sau flocos, fibros, elastic, ușor curbat, pufos pe interior, câteodată și bulbos la bază, acolo acoperit de un văl ca bumbacul. Coloritul variază între gălbui și maroniu, mai deschis în partea superioară, măsliniu-negricios spre bază. Tulpina are un inel alb, bătător la ochi, cărnos și striat, imobil precum neatârnat în jos. La bătrânețe devine subțire și îngălbenește deseori la margine.
- Carnea: este palidă, de culoare albicioasă care nu se colorează după tăiere, dar devine negricioasă în timpul fierberii. Ea este în pălărie fermă iar în picior tare și fibroasă. Mirosul este ca de ciuperci, gustul plăcut, ușor amărui. Bureți bătrâni lumină noaptea ca fosfor. Ciuperci ingerate crud sau exemplare bătrâne provoacă intoxicații gastrointestinale grave.
- Caracteristici microscopice: sporii sunt albi, rotunjori, granulați în interior, hialini (translucizi) și neamilozi (nu se decolorează cu reactivi de iod), cu o mărime de 7–8,5 × 5,5–7 microni.[7][8][12]
- Reacții chimice: Buretele se colorează cu acid sulfuric rozaliu, cu Hidroxid de potasiu imediat maro și cu lactofenol brun-violet.[13]

Mai mulți micologi au creat subtaxoni care în mod general nu sunt folosiți, pentru că descriu numai varietăți ai culorii cuticulei. Este mereu aceiași ciupercă. Enumerarea lor duce numai la confuzii.

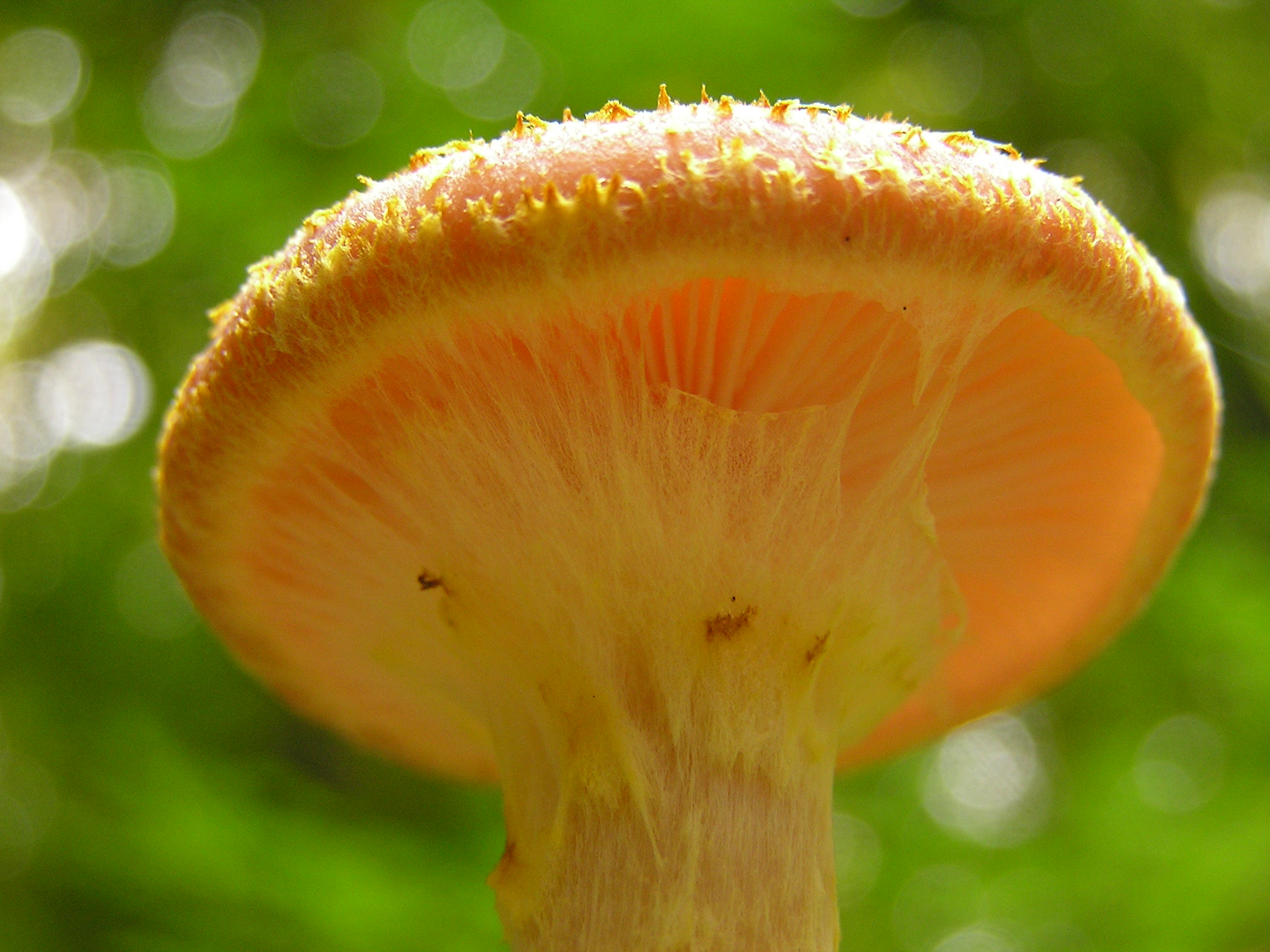
A. mellea, rest al vălului parțial
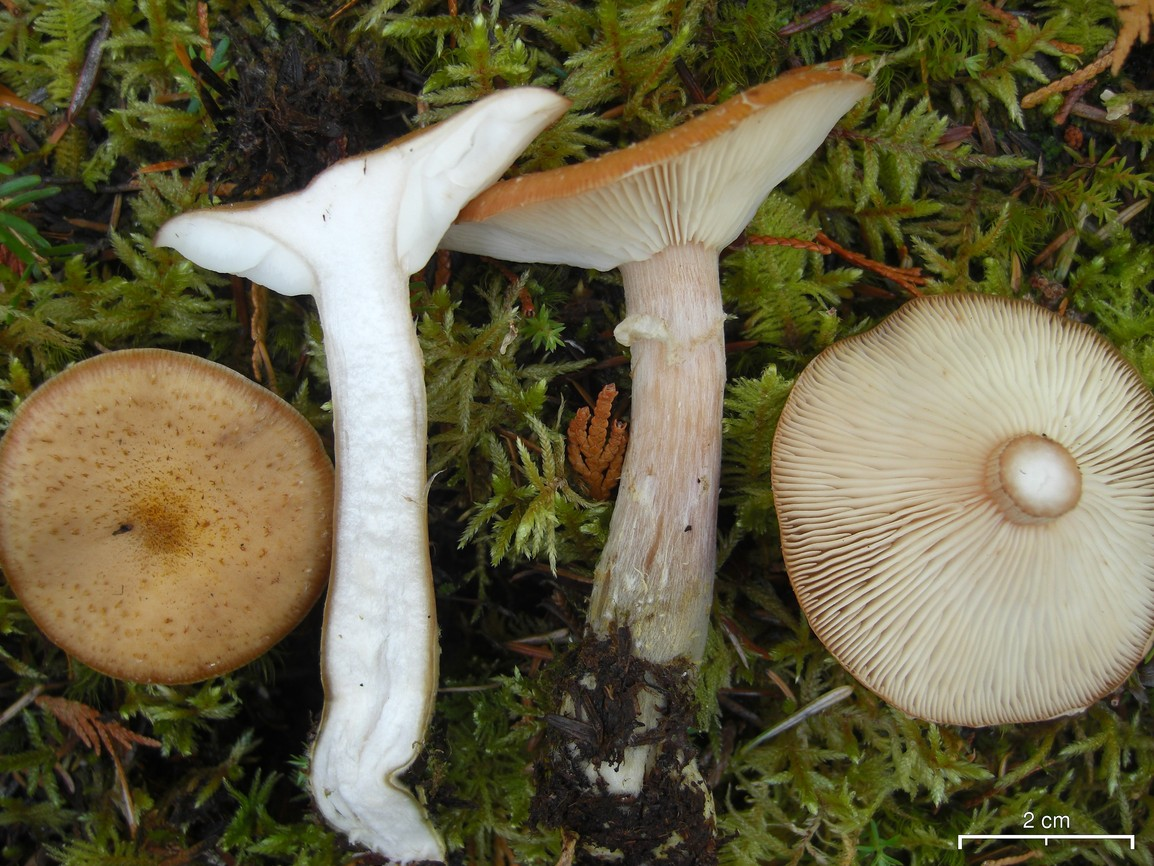
A. mellea, lamele și înjumătățire
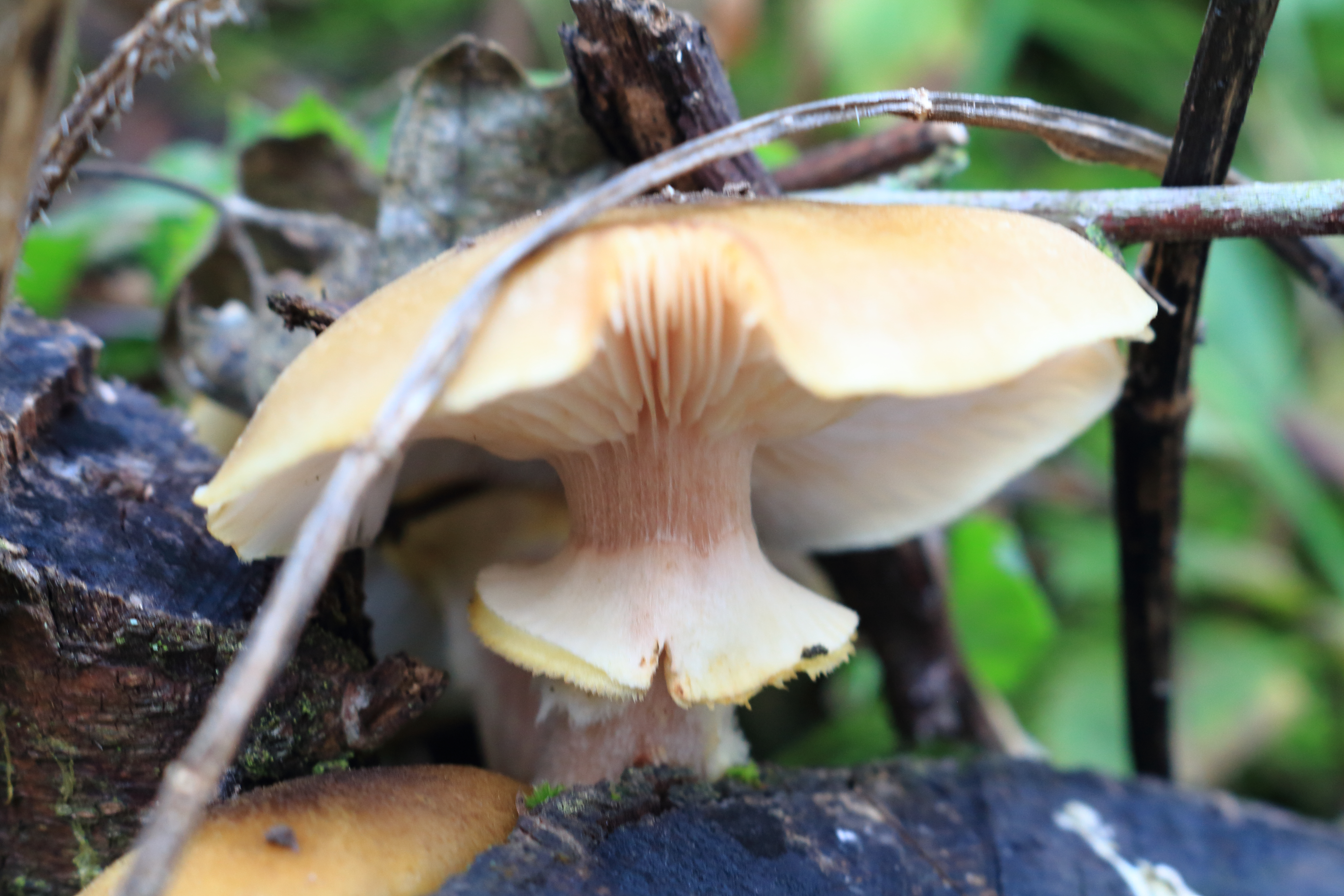
A. mellea, manșetă
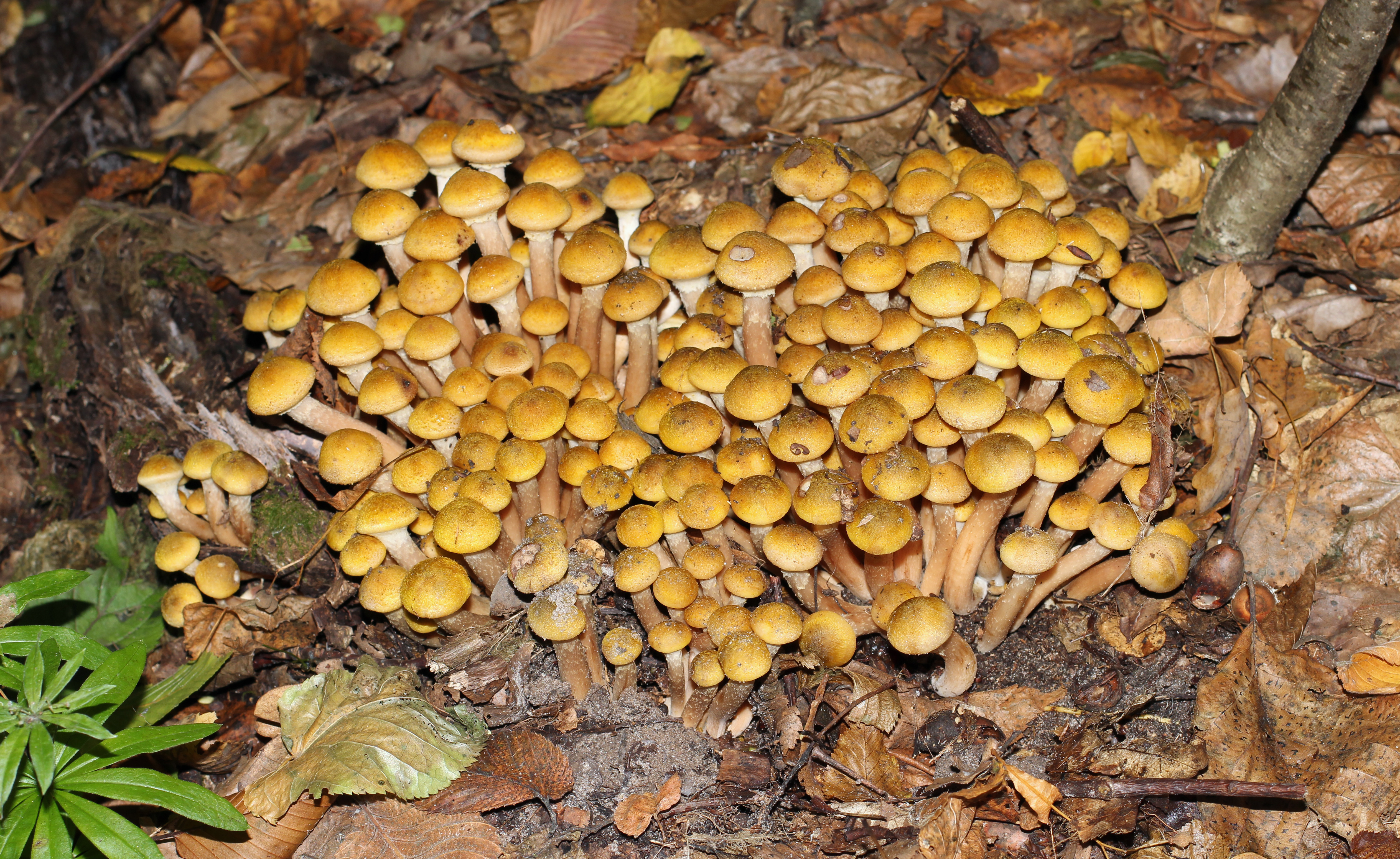
A. mellea  tinere
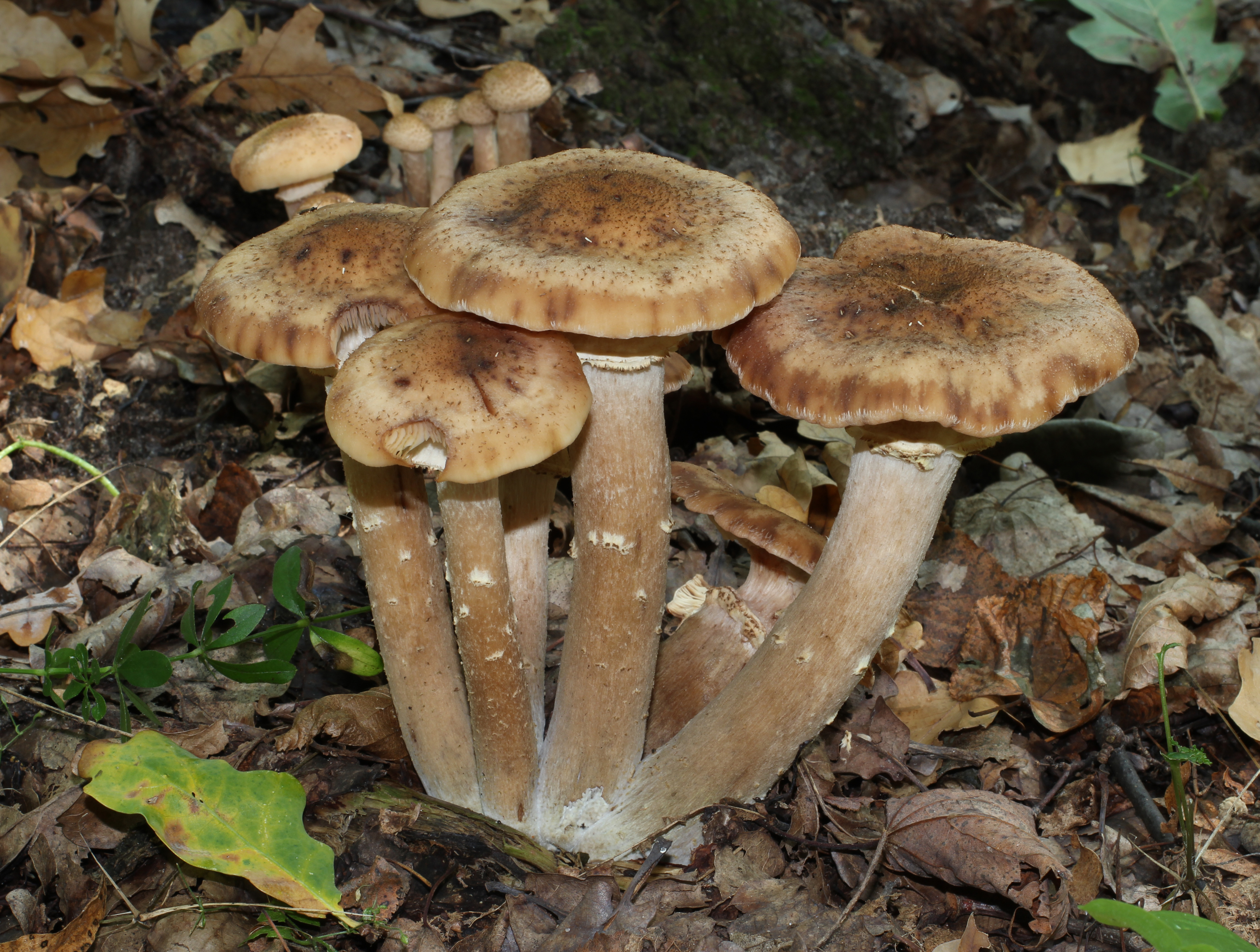
A. mellea bătrâne
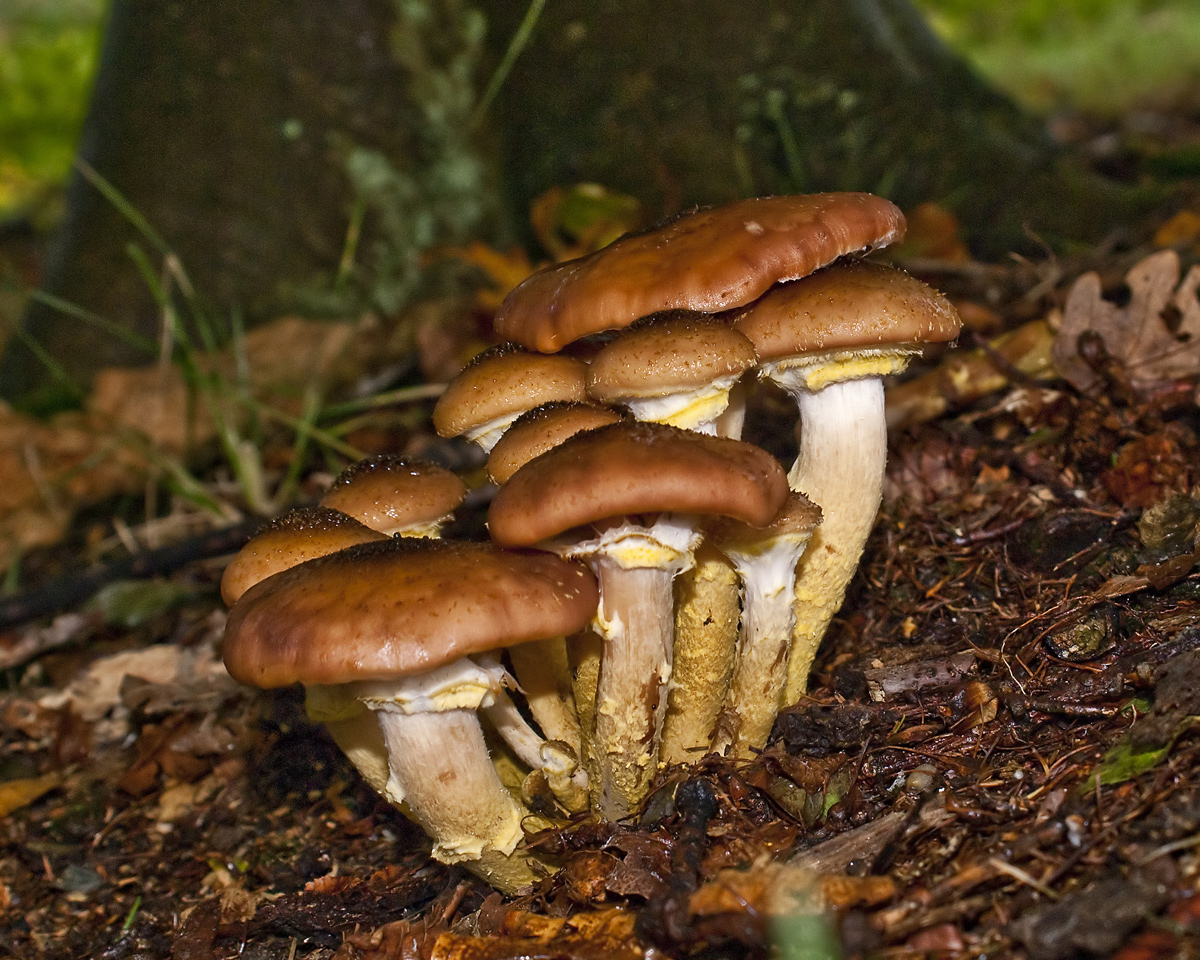
A. mellea maroniu

## Confuzii
Armillaria mellea poate fi confundată cu alte soiuri ale genului Armillaria, ca de exemplu cu gemenii ei Armillaria ostoyae sin.Armillaria solidipes (comestibilă) sau Armillaria tabescens (comestibilă și delicioasă), respectiv alte specii crescătoare pe lemn atrofiat ca de exemplu cu letala Galerina marginata, otrăvitoarele Hypholoma fasciculare, Hypholoma lateritium sin. Hypholoma sublateritium sau cu Hypholoma marginatum, cu Pholiota populnea sin. Pholiota destruens (necomestibilă, amară,) Pholiota squarrosa (de comestibilitate restrânsă) și Stropharia aurantiaca (necomestibil). ori cu comestibilele și delicioasele Hypholoma capnoides, și Kuehneromyces mutabilis, sin. Galerina mutabilis ori Pholiota mutabilis (gheba ciobanilor).

## Specii asemănătoare în imagini

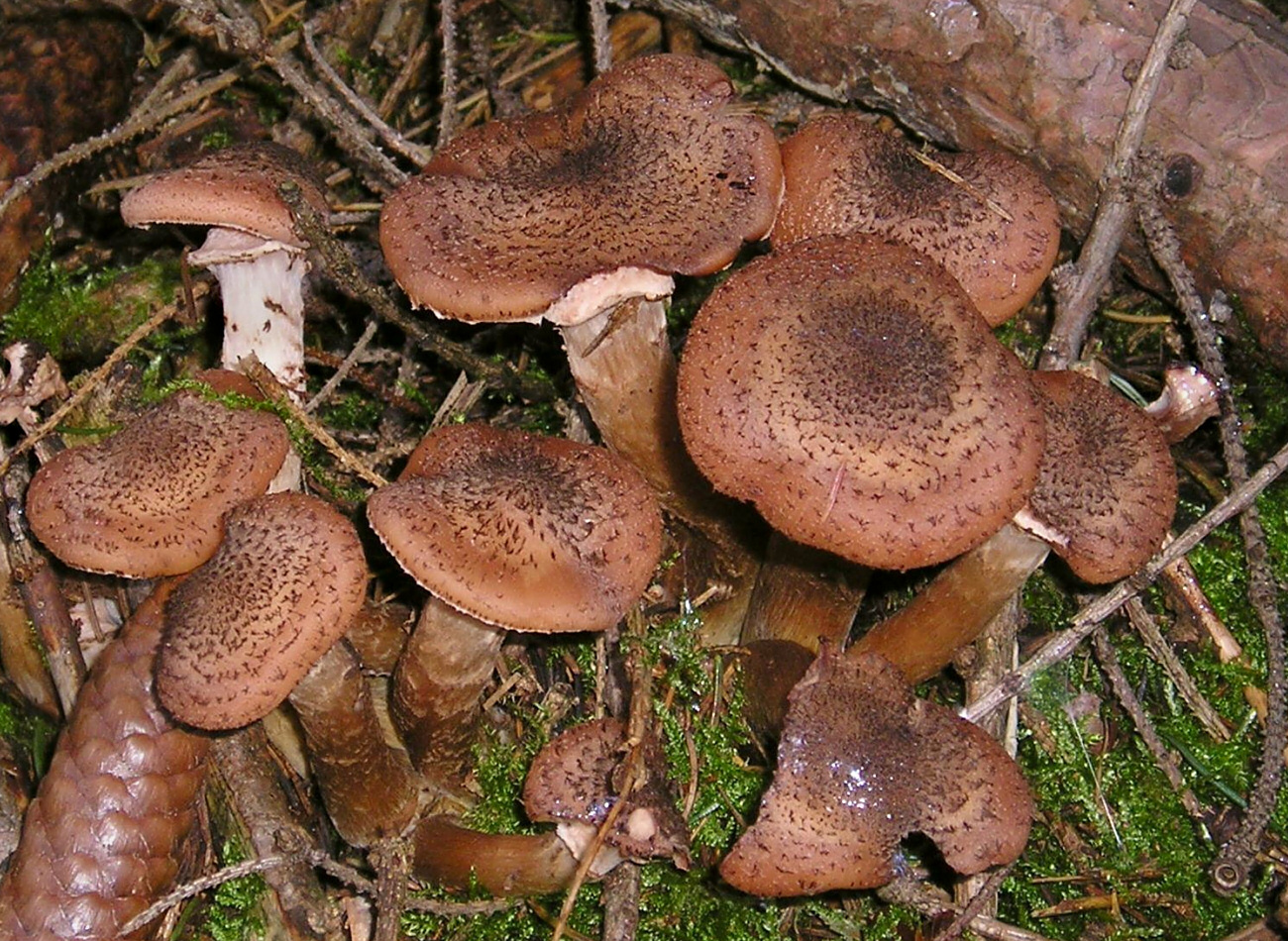
Armillaria ostoyae
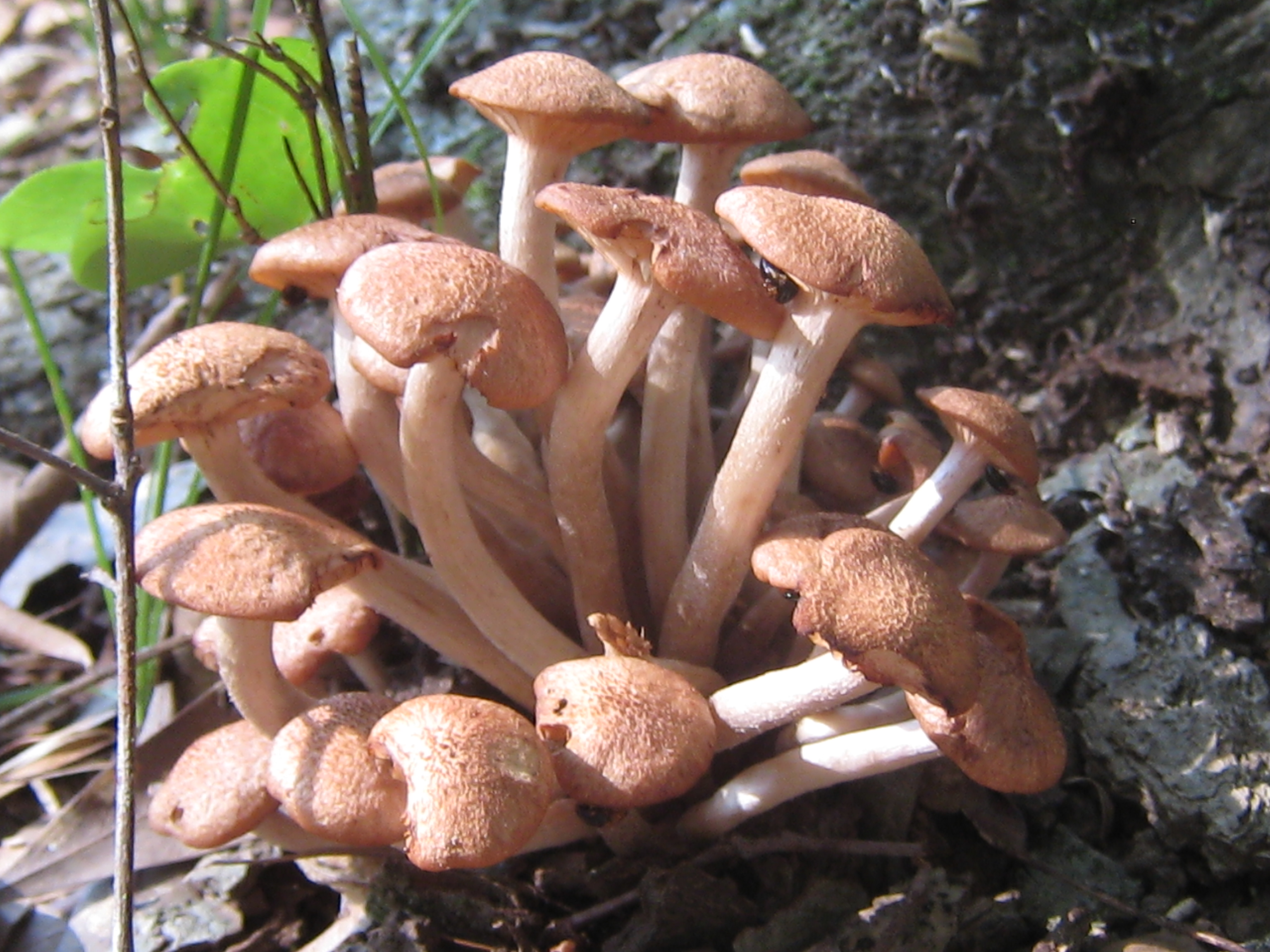
Armillaria.tabescens
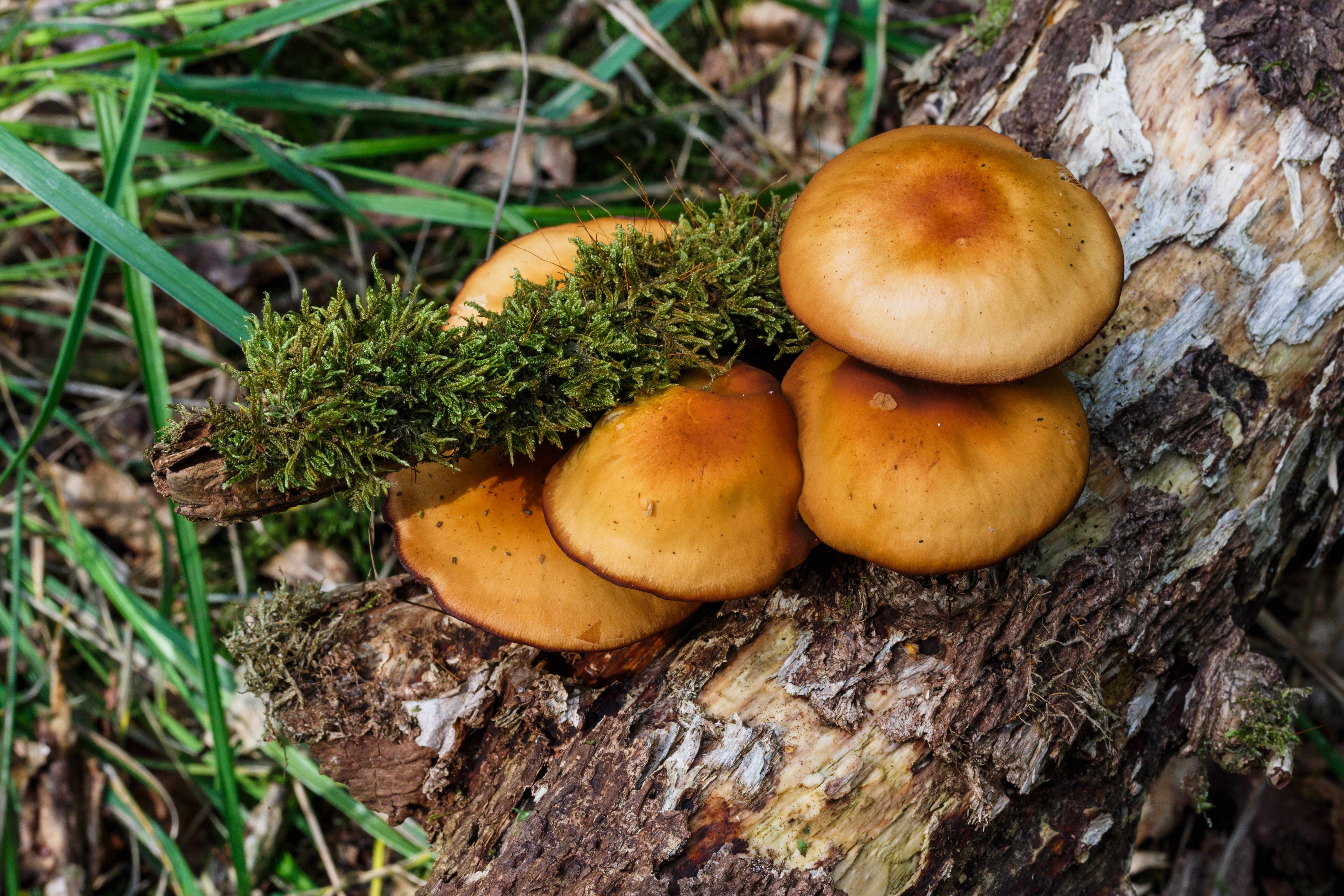
!!!Galerina marginata!!!
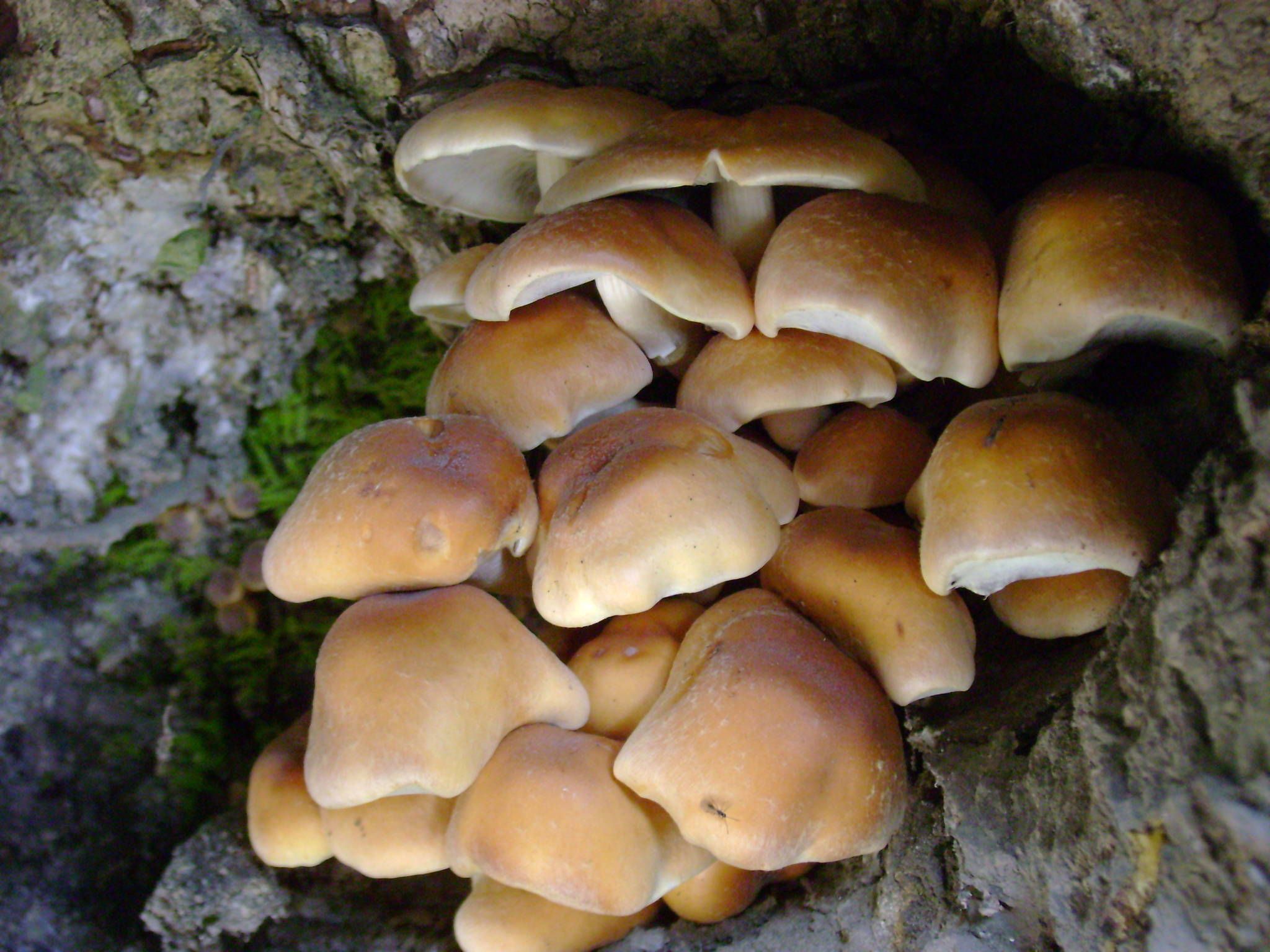
Hypholoma capnoides
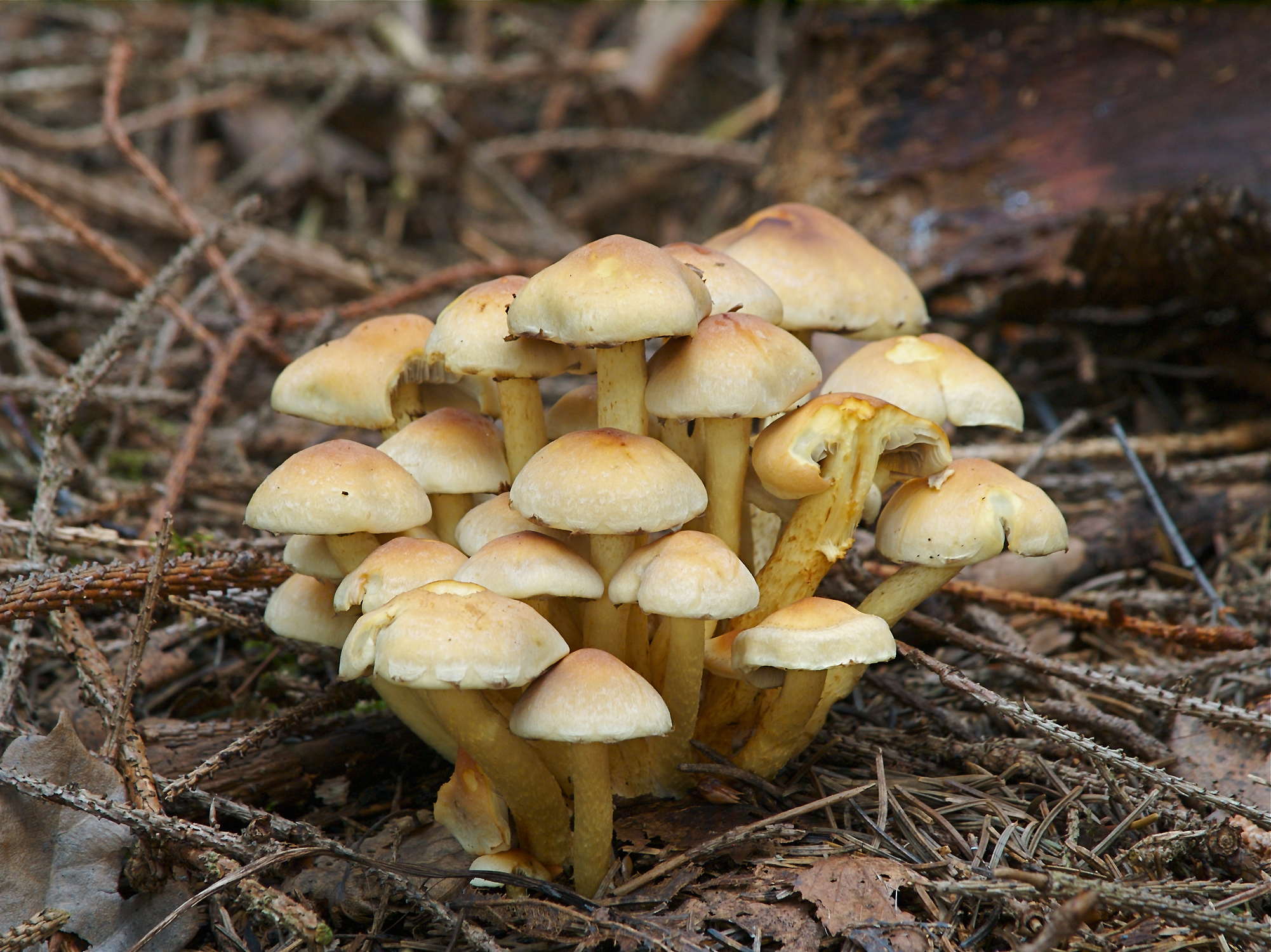
!!Hypholoma fasciculare!!
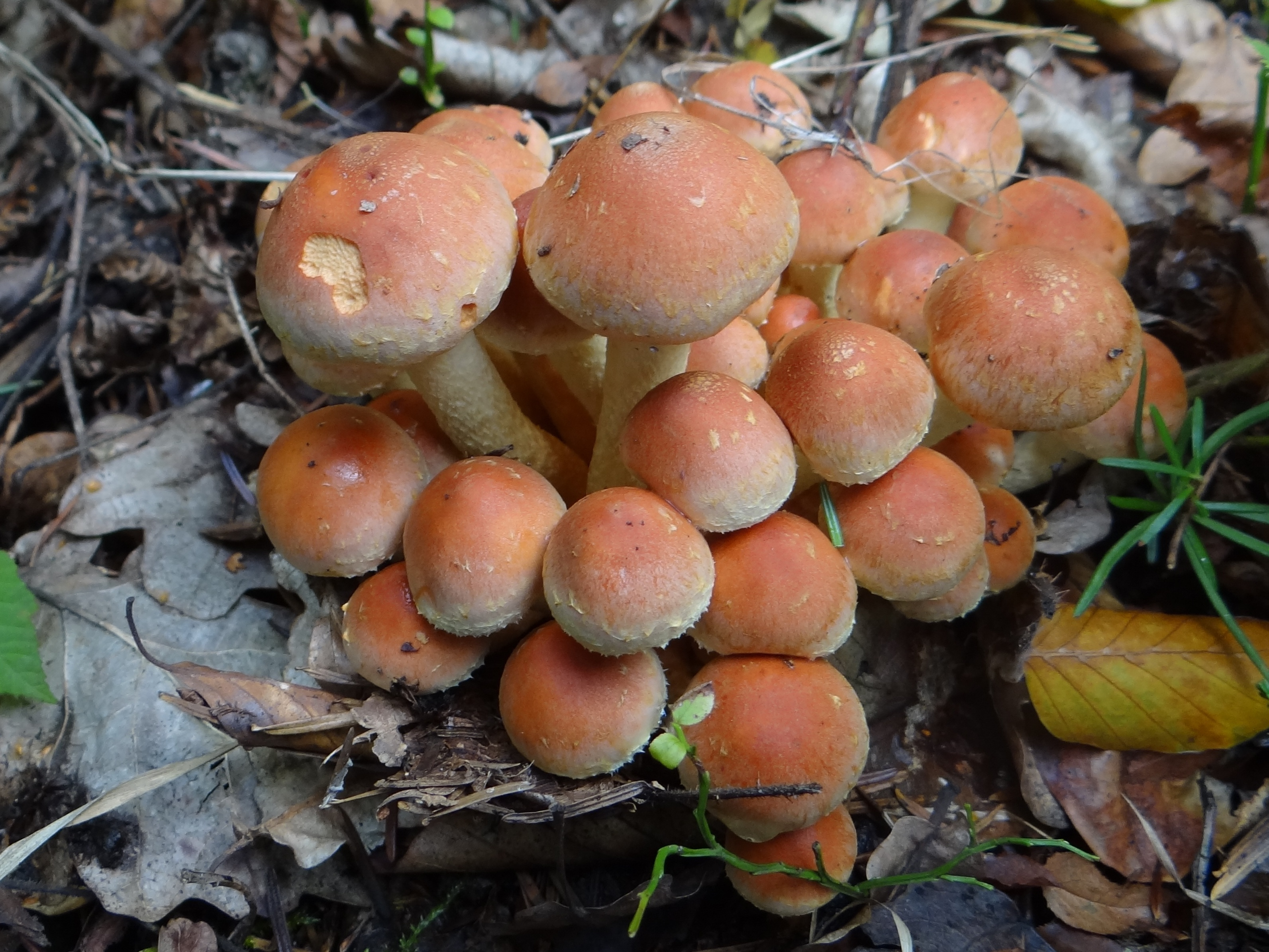
!!Hypholoma lateritium!!

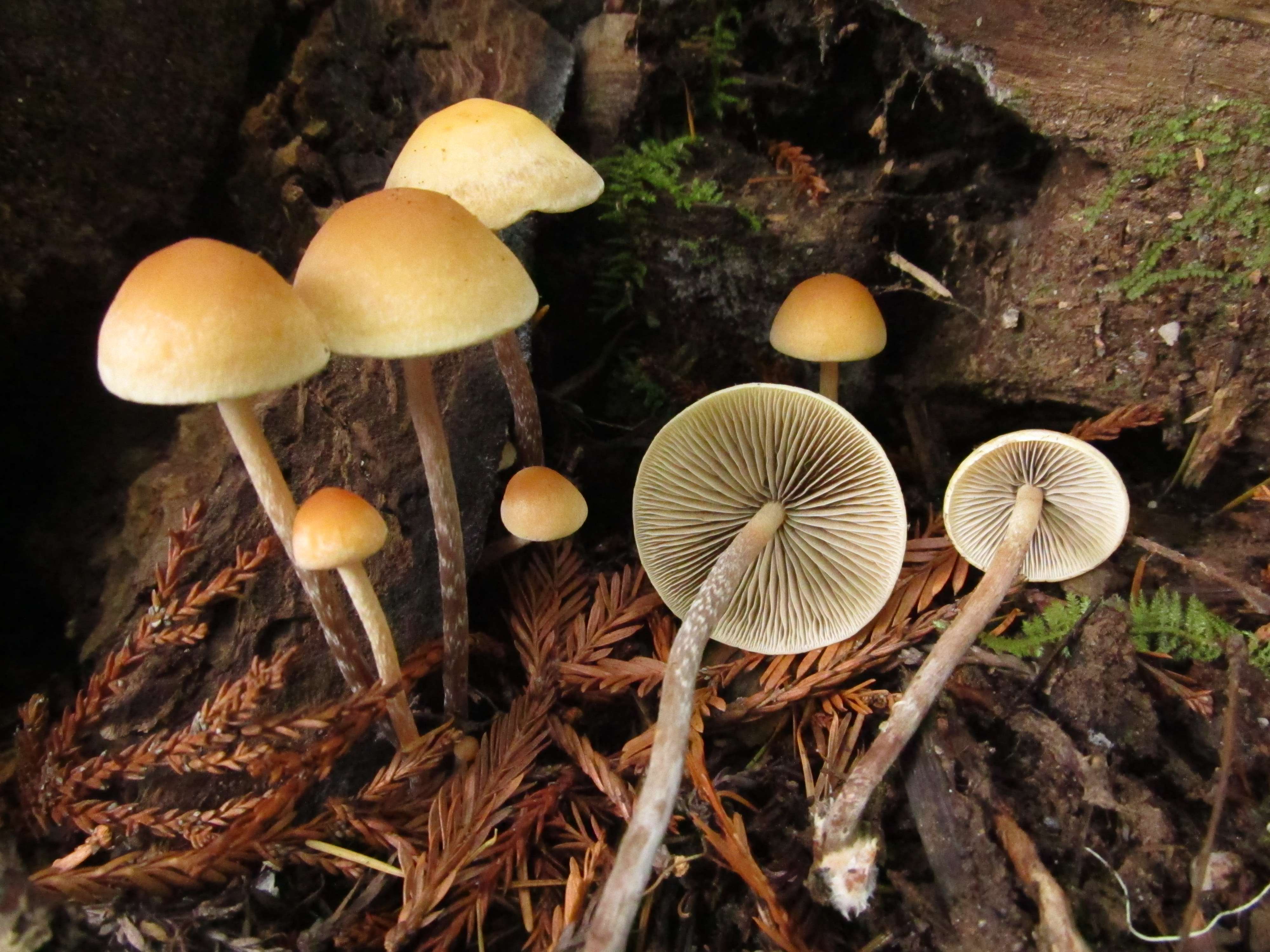
!Hypholoma marginatum!
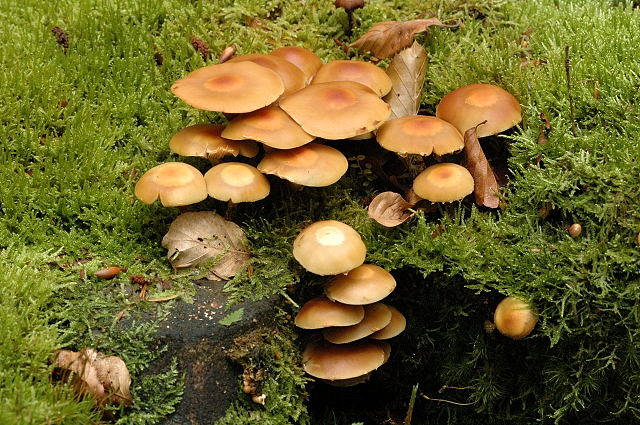
Kuehneromyces mutabilis
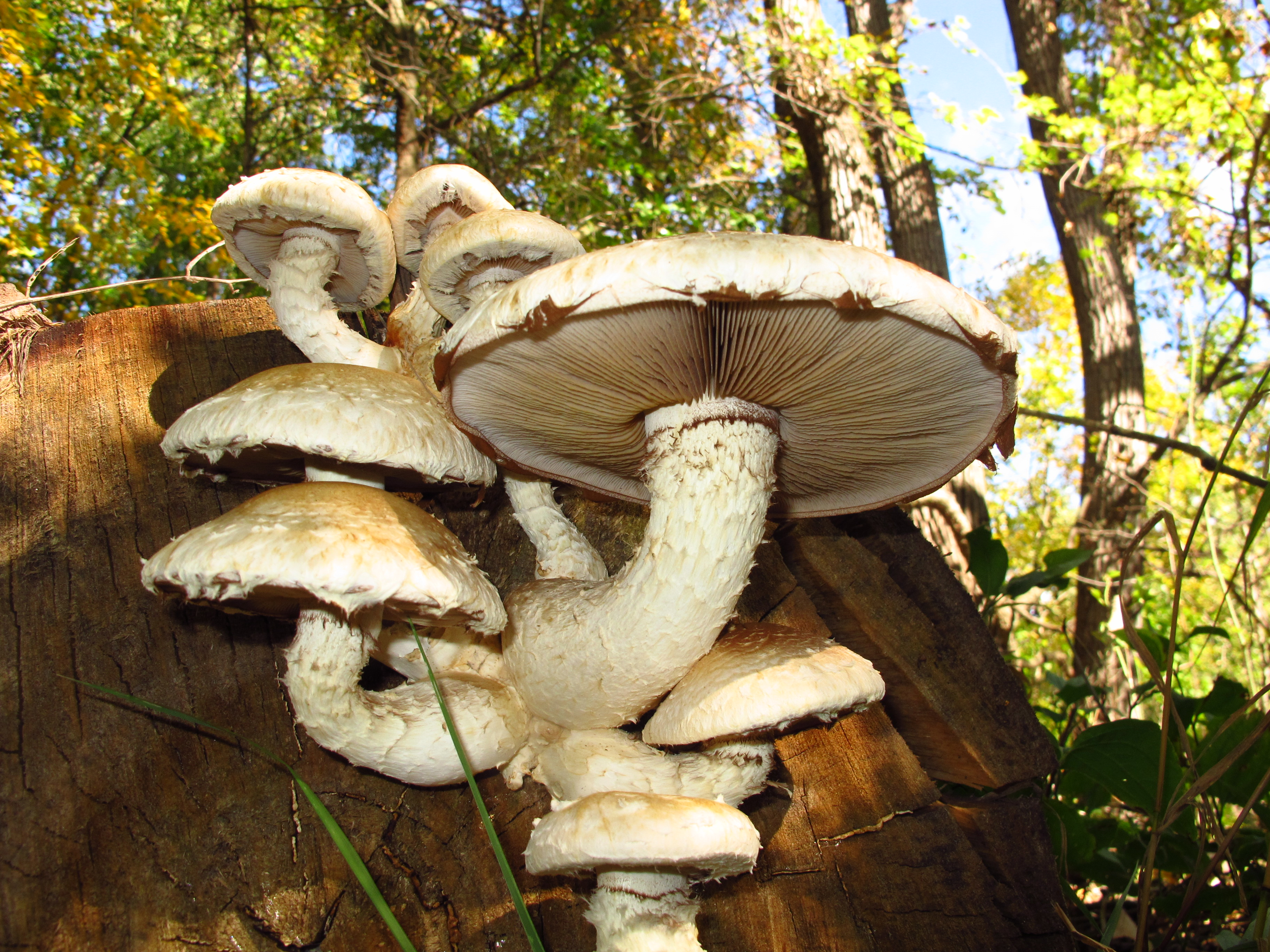
!Pholiota populnea!
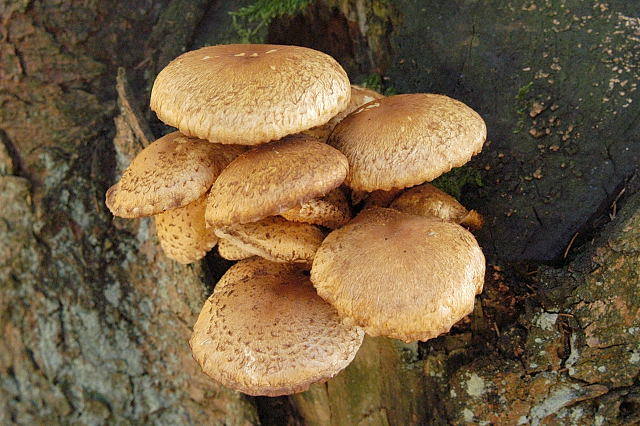
!Pholiota.squarrosa!
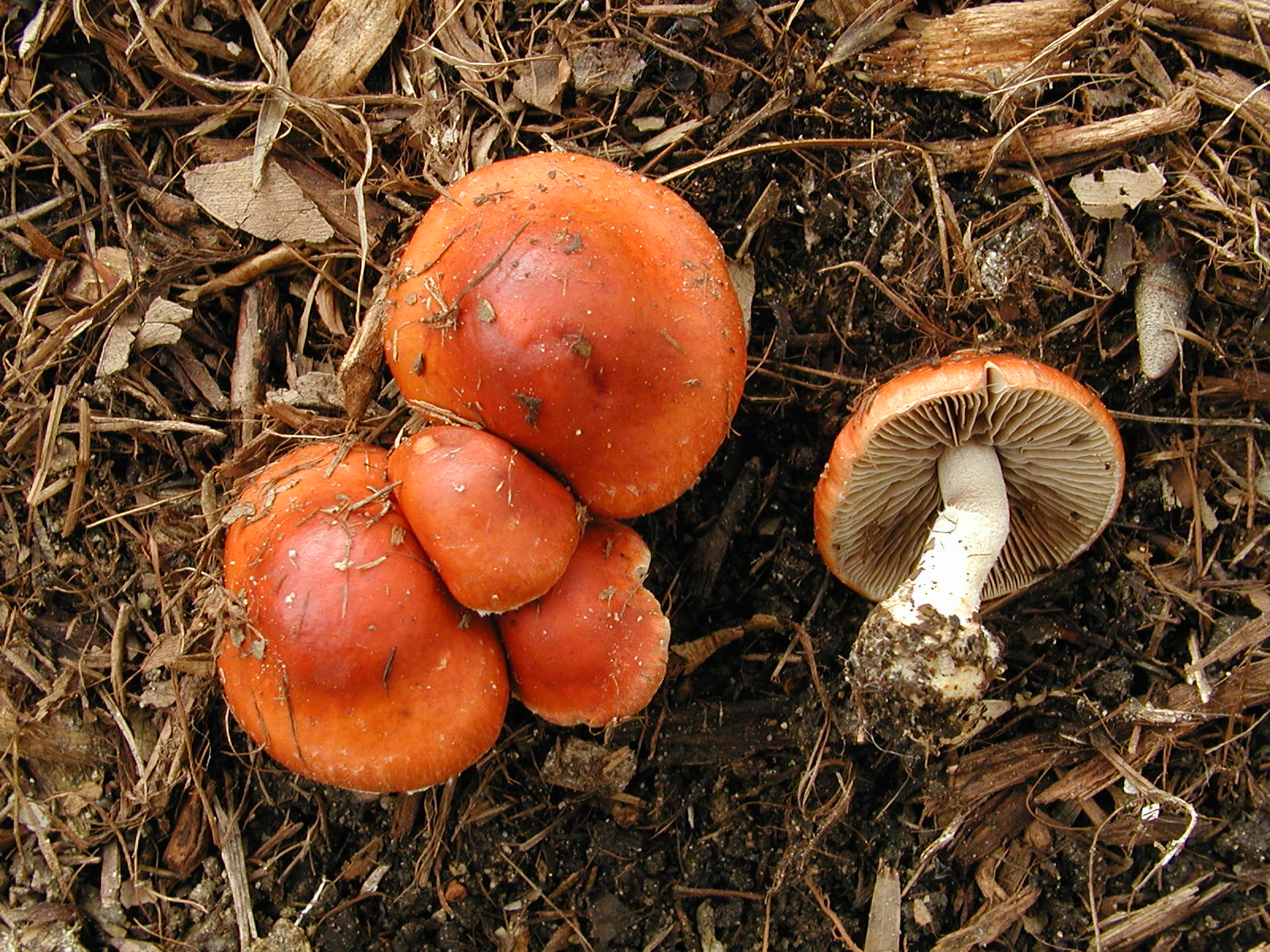
!Stropharia aurantiaca!

## Valorificare
Ghebele tomnatice sunt ciuperci foarte gustoase și delicioase, dacă se dă atenție la următoarele condiții. Ciupercile ingerate crude, nefierte destul sau bătrâne sunt toxice. Piciorul nu se folosește, fiind tare și fibros. Bureții tineri se potrivesc, datorită gustului și mirosului aromatic excelent, mereu bine fierți sau prăjiți, într-o supă de cartofi, pentru mâncăruri cu miel/oaie/batal sau vânat (căprioară, cerb)  sau ca adăugare la cartofi prăjiți cu slănină. Foarte gustoși sunt preparați ca Duxelles (un fel de zacuscă) sau, după preparare, conservate în ulei sau oțet.
Dați atenție, consumul de cantități mari ale ciupercii pot cauza dificultăți gastrointestinale la persoane sensibile în domeniul aparatului digestiv.